# 德島大學
德岛大学（日语：／ Tokushima daigaku），是一所位於德岛县的日本国立大学。1949年由德岛师范学校、德岛青年师范学校、德岛医科大学、德岛医学专门学校、德岛高等学校及德岛工业专门学校合并而成。
諾貝爾物理學獎得主中村修二是德大知名校友。

## 概要
在日本，德島大學是中國、四國地方第一所有校友獲得諾貝爾獎的大學。德島大學也是第一所，除了舊帝國大學之外，出現諾貝爾物理學獎得主的大學。
國內外排名
- 上海交大世界大學學術排名（ARWU）：第401-500名[1]；日本第21名[2]
- Nigel Ward 日本大學排名：第23名[3]（研究經費·論文引用率·入學難易度·聲望）
- 萊頓大學世界大學論文引用排名（CWTS）：日本第31名（2014年）[4]

國際合作
- 在國立臺灣科技大學設立「教育研究中心」[5]

## 沿革
- 1949年　新制德岛大学成立（设立学艺学部、医学部、工学部等三学部）
- 1951年　药学部设立
- 1954年　德岛大学工业短期大学部设立
- 1966年　学艺学部改称教育学部
- 1976年　齿学部设立
- 1986年　综合科学部设立
- 1987年　德岛大学医疗技术短期大学部设立
- 1990年　废止教育学部
- 1996年　废止工业短期大学部

## 学部
- 综合科学部
- 医学部
- 齿学部
- 药学部
- 工学部
- 医疗技术短期大学部(由于改组为医学部保健学科，2002年度起停止招生）

## 著名校友
- サエキけんぞう - 作曲家
- 竹宮惠子 - 漫画家
- 中村修二 - 2014年諾貝爾物理學獎得主，文化勳章得主，文化功勞者
- 田中啓二 - 2014年文化功勞者
- 西博义 - 公明党众议院议员